# Moropsyche limacodes
Moropsyche limacodes är en nattsländeart som beskrevs av Malicky 1995. Moropsyche limacodes ingår i släktet Moropsyche och familjen Apataniidae. Inga underarter finns listade i Catalogue of Life.